# Faroald II
Faroald II (†728) was hertog van Spoleto van 703 tot 724. Hij volgde zijn vader Thrasimund I op.

## Context
In 711 werd keizer Justinianus II Rhinotmetos vermoord en kwam de zetel van het Exarchaat Ravenna vrij. Even later werd koning Aripert II van de Longobarden van zijn troon verdreven. Faroald maakte van de situatie gebruik om de strategische havenstad Classe in 712 in te palmen.
Onder druk van de nieuwe koning Liutprand van de Longobarden en Paus Gregorius II gaf hij de havenstad in 717 terug aan de Byzantijnen.
Zijn zoon Thrasimund II vond dat zijn vader te volgzaam was en zette hem af in 724. Faroald trok zich terug in de abdij San Pietro in Valle te Ferentillo en stierf in 728.